# Piper cispontinum
Piper cispontinum är en pepparväxtart som beskrevs av William Trelease. Piper cispontinum ingår i släktet Piper och familjen pepparväxter. Inga underarter finns listade i Catalogue of Life.